# Sant Crist de Balaguer (imatge)

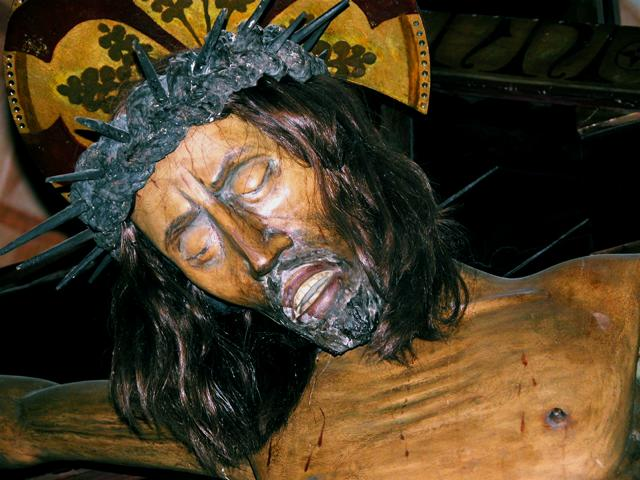
Detall de la imatge actual del Sant Crist de Balaguer

La imatge del Sant Crist de Balaguer és una escultura gòtica del segle xiv que es venerava al Santuari del Sant Crist de Balaguer. La seva advocació és el dia 9 de novembre, i és el patró de Balaguer i de les Terres d'Urgell, tot i que la seva influència sobrepassa les Comarques de Ponent i del Pirineu per estendre's pels territoris veïns de Catalunya i Aragó. La imatge original va ser cremada el juliol del 1936, i només se'n conserva un peu, que està integrat en la còpia que es venera en l'actualitat.

## La llegenda
Diu la tradició que l'escultura del Sant Crist de Balaguer fou la primera que es va fer al món. L'autor fou Nicodem, que commogut per la mort de Crist encara tenia la imatge guardada dins seu. Durant les persecucions de cristians la imatge fou traslladada de Jerusalem a Beirut. I quan els àrabs van conquerir aquesta ciutat, llençaren la talla al mar, i aquesta inicià un llarg periple solcant mars i rius pel Mediterrani i l'Ebre, fins que remuntant el Segre s'aturà a Balaguer.
Els balaguerins van voler treure la imatge del riu, però no podien aconseguir-ho. Avisades les monges clarisses, van baixar totes en processó. La mare abadessa es va agenollar vora el riu i una onada d'aigua va atansar la imatge als seus braços. Amb molta devoció i seguida de totes les monges clarisses i de tot el poble de Balaguer la mare abadessa va pujar la imatge al santuari on encara avui és venerada.

## Orígens històrics
Les primeres referències escrites que es conserven de la talla del Sant Crist de Balaguer són de l'escriptor Henrique Cook l'any 1585, i després, del P. Vicenç Domènech l'any 1602, que n'expliquen els orígens històrics i llegendaris. Però no és fins al 1622 que la imatge es trasllada a l'altar major, després de les importants reformes dutes a terme en el temple en les primeres dècades del s. XVII, i des d'aquell moment el temple passa a tenir el Sant Crist com a advocació principal.

## Imatge actual
La imatge del Sant Crist que es venera avui és una còpia delicada de la imatge original, que fou destruïda l'any 1936, a l'inici de la Guerra Civil. És obra dels escultors Joaquim Ros i Josep Espelta, i conserva el peu de la imatge original cremada. L'actual imatge fou beneïda pel bisbe d'Urgell Ramon Iglésias el 1947.